# Pas de bavards à la Muette
Pas de bavards à la Muette est un roman policier français de Léo Malet, paru en 1956 aux Éditions Robert Laffont. C'est le huitième des Nouveaux Mystères de Paris, série ayant pour héros Nestor Burma.

## Résumé
Dans un hôtel particulier de la rue du Ranelagh dans le quartier de la Muette, Mme Ailot, la cinquantaine en partie effacée par la chirurgie esthétique, charge Nestor Burma de récupérer des bijoux dérobés par Yves Benech, son chauffeur. Elle lui confie une forte somme pour les racheter au voleur.
Burma loue une chambre dans l'hôtel de la rue de Boulainvilliers où réside Benech, mais le type est un coriace et ne semble pas pressé de régler l’affaire. Le détective pense qu'il y a anguille sous roche. Un coup de téléphone de Mme Ailot le lui confirme : le chauffeur s’est enfui avec sa nièce Suzanne, vingt ans, qui était sa maîtresse. Elle enjoint Burma de l’accompagner à une adresse où elle est certaine de retrouver le couple. Au moment où ils arrivent sur les lieux, deux détonations retentissent. Suzanne est retrouvée, apparemment droguée, à côté du cadavre de Benech troué de deux balles. La nièce est écrouée par la police qui considère comme évidentes les preuves de sa culpabilité. Mais Burma n'est pas satisfait. À partir de l'un des bijoux volés, qui se révèle être un faux, il remonte une piste qui établit bientôt que la jeune Suzanne est en fait la victime d’un complot.

## Aspects particuliers de l'ouvrage
Le roman se déroule dans le 16e arrondissement de Paris.

## Éditions
- Éditions Robert Laffont, 1956
- Le Livre de poche no 3391, 1972
- Fleuve noir, Les Nouveaux mystères de Paris no 8, 1983 ; réédition en 1994
- Éditions Robert Laffont, collection Bouquins, 1986 ; réédition en 2006
- 10-18, Grands détectives no 1840, 1987
- Presses de la Cité, 1989

## Adaptations

### À la télévision
- 1991 : Pas de bavards à la Muette, épisode 1, saison 1, de la série télévisée française Nestor Burma réalisé par Henri Helman, adaptation du roman éponyme de Léo Malet, avec Guy Marchand dans le rôle de Nestor Burma.

## Sources
- Jacques Baudou (dir.), Les Nombreuses Vies de Nestor Burma, Nantes, Les Moutons électriques, coll. « La Bibliothèque rouge no 18 », 2010, 333 p. (ISBN 978-2-36183-003-8, OCLC 670472170), p. 121-122.
- Francis Lacassin, Sous le masque de Léo Malet, Nestor Burma, Amiens, Encrage, coll. « Portraits » (no 4), 1991 (ISBN 978-2-906-38932-8, OCLC 406670086), p. 92-95
- Jean Tulard, Dictionnaire du roman policier : 1841-2005. Auteurs, personnages, œuvres, thèmes, collections, éditeurs, Paris, Fayard, 2005, 768 p. (ISBN 978-2-915793-51-2, OCLC 62533410), p. 550.